# Jempy Drucker
Jean-Pierre "Jempy" Drucker (* 3. September 1986 in Luxemburg) ist ein ehemaliger Luxemburger Radrennfahrer.

## Sportliche Laufbahn
Drucker begann mit dem Radsport beim Verein La Pedale Mühlenbach. Sein erster Erfolg war der nationale Titel im Straßenrennen in der Klasse der „Débutants“ 2002. Drucker widmete sich zunächst schwerpunktmäßig dem Cyclocross und wurde in dieser Disziplin siebenmal Luxemburgischer Meister, darunter einmal (2003) bei den Junioren, viermal bei der U23 und zweimal bei der Elite. Außerdem gewann er in der Saison 2007/2008 das U23-Rennen des Superprestige-Laufs in Hoogstraten.
Auf der Straße gewann Drucker 2010 das Einzelzeitfahren zum Prolog der Flèche du Sud. Nachdem er in den Jahren 2012 bis 2014 für das belgische Accent Jobs-Wanty fuhr, erhielt er für die Jahre ab 2015 einen Vertrag beim BMC Racing Team. Für dieses UCI WorldTeam gelang ihm im Vierersprint einer Ausreißergruppe beim Prudential RideLondon 2015 sein bis dahin größter Karriereerfolg. Im darauf folgenden Jahr gewann er bei der Vuelta a España 2016 den Massensprint der 16. Etappe.
In den Jahren 2019 und 2020 fuhr Drucker für Bora-hansgrohe. Im April 2019 stürzte Jempy Drucker bei Dwars door Vlaanderen; er erlitt eine Gehirnerschütterung und brach sich einen Halswirbel.
Zur Saison 2021 wechselte Drucker zu Cofidis Er sollte den Sprintzug von Elia Viviani verstärken und Guillaume Martin bei Rundfahrten zur Seite stehen. Nachdem sein Vertrag nicht verlängert worden war und er auch sonst kein Engagement erhalten hatte, beendete er nach Ablauf der Saison 2021 seine Laufbahn als Aktiver.

## Erfolge
| 2003/2004 - Luxemburger Meister (Junioren) 2004/2005 - Luxemburger Meister (U23) 2005/2006 - Luxemburger Meister (U23) 2006/2007 - Luxemburger Meister (U23) 2007/2008 - Grand Prix Julien Cajot, Leudelingen - Luxemburger Meister - Superprestige, Hoogstraten (U23) 2009/2010 - Grand Prix Julien Cajot, Leudelingen - Luxemburger Meister 2010/2011 - Grand Prix Julien Cajot, Leudelingen - Luxemburger Meister | 2010 - Prolog Flèche du Sud 2015 - RideLondon Classic - Mannschaftszeitfahren Vuelta a España 2016 - Mannschaftszeitfahren Tirreno-Adriatico - Prolog Luxemburg-Rundfahrt - Luxemburgische Meisterschaft – Einzelzeitfahren - eine Etappe Vuelta a España 2017 - Mannschaftszeitfahren Tirreno-Adriatico - eine Etappe Luxemburg-Rundfahrt - Luxemburger Meister – Einzelzeitfahren - eine Etappe Tour de Wallonie |

## Grand-Tour-Platzierungen
| Grand Tour            | 2015 | 2016 | 2017 | 2018 | 2019 | 2020 | 2021 |
| --------------------- | ---- | ---- | ---- | ---- | ---- | ---- | ---- |
| Giro d’ItaliaGiro     | –    | –    | –    | 118  | –    | –    | –    |
| Tour de FranceTour    | –    | –    | –    | –    | –    | –    | –    |
| Vuelta a EspañaVuelta | 118  | 142  | –    | –    | DNF  | –    | –    |